# Manuel Martínez Llopis
Manuel Martínez Llopis (Madrid, 19 de noviembre de 1908 – ibídem, 27 de agosto de 2000) fue un escritor, historiador culinario, gastrónomo, médico y profesor español.

## Biografía
Martínez Llopis se licenció en Medicina en la Universidad Central de Madrid (en 1934), y obtuvo el título de Médico Deportivo en 1960. Discípulo de Gregorio Marañón y experto en Nutrición, Martínez Llopis fue miembro fundador de la Academia Española de Gastronomía —donde dirigió las tareas de ordenación de su biblioteca—, profesor de Gastronomía y de Historia de la Alimentación en la Escuela Superior de Hostelería de Madrid, y miembro de la Asociación de Médicos Escritores y Artistas, entre otras instituciones.
«Maestro de una generación de gastrónomos españoles», según Rafael Chirbes.
Habitual colaborador en diferentes revistas de gastronomía, publicó numerosos artículos y libros en una extensa obra que abarca desde la medicina hasta la historia, teniendo como eje central la gastronomía y las artes que la circundan. El Dr. Martínez Llopis sistematizó los estudios sobre la cocina española, que abordó desde una investigación multidisciplinar y, a la manera del filólogo Menéndez Pidal, recorrió casi toda la geografía hispana recogiendo las recetas más características de la cocina española, la mayor parte de ellas hasta entonces conservadas por tradición oral, logrando reunir un archivo de más de 10.000 fichas.

## Obras
- La dulcería española: recetarios histórico y popular. España: Alianza Editorial, 1999; ISBN 84-206-4250-9.
- Historia de la gastronomía española. España: Altaya, 1998; ISBN 84-487-1003-7.
- El arte de la mesa. España: Altaya, 1998; ISBN 84-487-1092-4.
- Las cocinas de España (en colaboración con Luis Irízar). España: Altaya, 1998; ISBN 978-84-487-1055-2.
- Cocina erótica. Historia y recetas. San Sebastián: Oria, 1997; ISBN 978-84-922251-3-2.
- La cocina de las aves de caza (en colaboración con Luis Irizar). España: Alianza Editorial, 1996; ISBN 978-84-206-9471-9.
- Historia de la gastronomía española. Huesca: La Val de Onsera/Ministerio de Agricultura, Pesca y Alimentación, D.L. 1995; ISBN 84-88518-14-5.
- La nouvelle cuisine., Libsa, 1995; ISBN 978-84-7630-467-9.
- Cocina de las pastas. Ágata, 1995; ISBN 978-84-8238-033-9.
- Postres y pasteles. Ágata, 1995; ISBN 978-84-8238-035-3.
- Cocina china y japonesa. Madrid: Edisan, 1995; ISBN 978-84-86472-45-0.
- Cocina china. Ágata, 1995; ISBN 978-84-8238-038-4.
- Cocina española. Ágata, 1995; ISBN 978-84-8238-027-8.
- Cocina francesa. Ágata, 1995; ISBN 978-84-8238-042-1.
- Cocina italiana. Ágata, 1995; ISBN 978-84-8238-048-3.
- El arte de la mesa. Alianza Editorial, 1994; ISBN 978-84-206-0480-0.
- Los vinos: guía práctica. Libsa, 1993; ISBN 84-7630-277-0.
- Aves y caza. Libsa, 1993; ISBN 978-84-7630-260-6.
- Disco dietético (en colaboración con Eduardo Gallego Duque). España: Libsa, 1993; ISBN 978-84-7630-275-0.
- Curso de vinos españoles (en colaboración con Rafael Chirbes y María Isabel Mijares). España: Vinoselección, 1992; ISBN 978-84-604-1921-1.
- La cocina italiana. Madrid: Edisan, 1991; ISBN 978-84-86472-52-8.
- Cocina tradicional española. Madrid: Edisan, 1991; ISBN 978-84-86472-47-4.
- La gran cocina francesa. Madrid: Edisan, 1991; ISBN 978-84-86472-63-4.
- La nueva cocina. Madrid: Edisan 1991; ISBN 978-84-86472-27-6.
- Las pastas. Madrid: Edisan 1991; ISBN 978-84-86472-28-3.
- Cocina exótica oriental. Madrid: Edisan 1991; ISBN 978-84-86472-93-1.
- Historia de la gastronomía española. España: Alianza Editorial, 1989; ISBN 84-206-0378-3.
- La Cocina típica de Madrid (en colaboración con Simone Ortega), Alianza Editorial, 1987; ISBN 84-206-9546-7.
- El arte de la cocina. Madrid: Edisan, 1987; ISBN 978-84-86472-26-9.
- Los vinos: guía práctica. Madrid: Edisan, 1986; ISBN 84-86472-36-9.
- De cocina erótica. Barcelona: Argos Vergara, 1983; ISBN 84-7178-682-6.
- Conferencias culinarias. Universidad Internacional Menéndez Pelayo (obra colectiva). España: Tusquets Editores, 1982; ISBN 978-84-7223-817-6.
- Historia de la gastronomía española. Madrid: Editorial Nacional, 1981; ISBN 84-276-0561-7.
- Guisos de la abuela (’81). España: Vasallo de Mumbert, 1981; ISBN 978-84-7335-042-6.
- Carnes: recetario internacional. Bilbao: Cantábrica, 1981; ISBN 978-84-221-0422-3.
- Manual internacional de bebidas. Bilbao: Cantábrica, 1980.
- Aguardientes y licores. Bilbao: Cantábrica, 1978; ISBN 84-221-0373-1.
- El bar en casa. Bilbao: Cantábrica, 1978; ISBN 978-84-221-0372-1.
- Nuestra cocina, Bilbao: Sarrio Compañia Papelera de Leiza, 1973.
- Royal cookbook: favorit court recipes from the world’s royal families (obra colectiva). Nueva York: Parents’ Magazine Press, 1971.
- Alimentación juvenil. Madrid: Doncel, 1969; ISBN 978-84-325-0161-6.
- Alimentos y Nutrición. Madrid: AULA, 1961.
- Primeros auxilios a escolares accidentados. Madrid: Biblioteca Auxiliar de Educación, s/a ca 1955.

## Galardones
En su dilatada trayectoria, el Dr. Martínez Llopis recibió numerosos premios y reconocimientos, entre los que se destacan:
- 1950: Orden Civil de Sanidad.
- 1982: Premio Ruperto de Nola, 1982.
- 1982: Premio Nacional de Gastronomía (por su monumental obra Historia de la gastronomía española).[3]
- 1984: Premio Tormo de Oro, 1984.
- 1985: Premio de la Embajada de Francia a la Gastronomía, 1985.
- 1988: Premio ACYRE (Asociación de Cocineros y Reposteros), Madrid, 1988.
- 1989: Medalla de plata al Mérito Turístico, 1989.
- 1991: Placa de oro de la Restauración Madrileña por su larga trayectoria docente y literaria en torno a la gastronomía española en general y madrileña en particular.[4]
- 1997: Premio Plato de Oro de la Gastronomía Española, 1997.
- 1997-04-23: Premio Francia de Turismo y Gastronomía.[5]